# Jean-François Duclerc
Pour les articles homonymes, voir Duclerc.
Jean-François du Clerc ou Duclerc, né à la Guadeloupe et mort assassiné à Rio de Janeiro le 18 mars 1711, est un officier de marine et corsaire français. Il se voit confier la responsabilité du premier raid sur Rio de Janeiro en 1710.

## Biographie
Jean François du Clerc est le fils d'un premier mariage de Jean Duclerc. Il naît à la Guadeloupe. Il est major à Saint-Domingue, avant de passer dans la marine du Roi avec le rang de capitaine de brûlot, puis de capitaine de frégate. Il est décoré de la croix de St-Louis à l'occasion d'une expédition montée à Brest contre Rio de Janeiro, dont il avait le commandement et qui est un désastre complet. L'expédition quitte La Rochelle le 10 mai 1710, avec 6 vaisseaux et 1 200 hommes. Cependant, sur place, les Portugais ont été avertis de son arrivée et se sont préparés. L'assaut, mené le 19 septembre, est repoussé : 400 hommes sont tués et 700 sont faits prisonniers. Malgré l'échec, Duclerc est fait chevalier de Saint-Louis. Il meurt assassiné par les Portugais le 18 mars 1711 à Rio de Janeiro.

## Sources et bibliographie
- Henri Malo, Landolphe corsaire : suivi de, Du Clerc à Rio-de-Janeiro (1710), Ligue maritime, 1943, 107 p., in-8, 15 x 24 cm, p. 99 à 106.
- « Généalogie et Histoire de la Caraïbe », Numéro 52, Septembre 1993, page 874.